# Quercus variabilis
Quercus variabilis es una especie de roble perteneciente a la familia de las fagáceas. Está estrechamente relacionado con el roble cerris , clasificado con él en la Sección Cerris, una sección del género caracterizada por tener brotes rodeados de pelos suaves, con puntas de pelos en los lóbulos de la hoja, y las bellotas que maduran en unos 18 meses. 

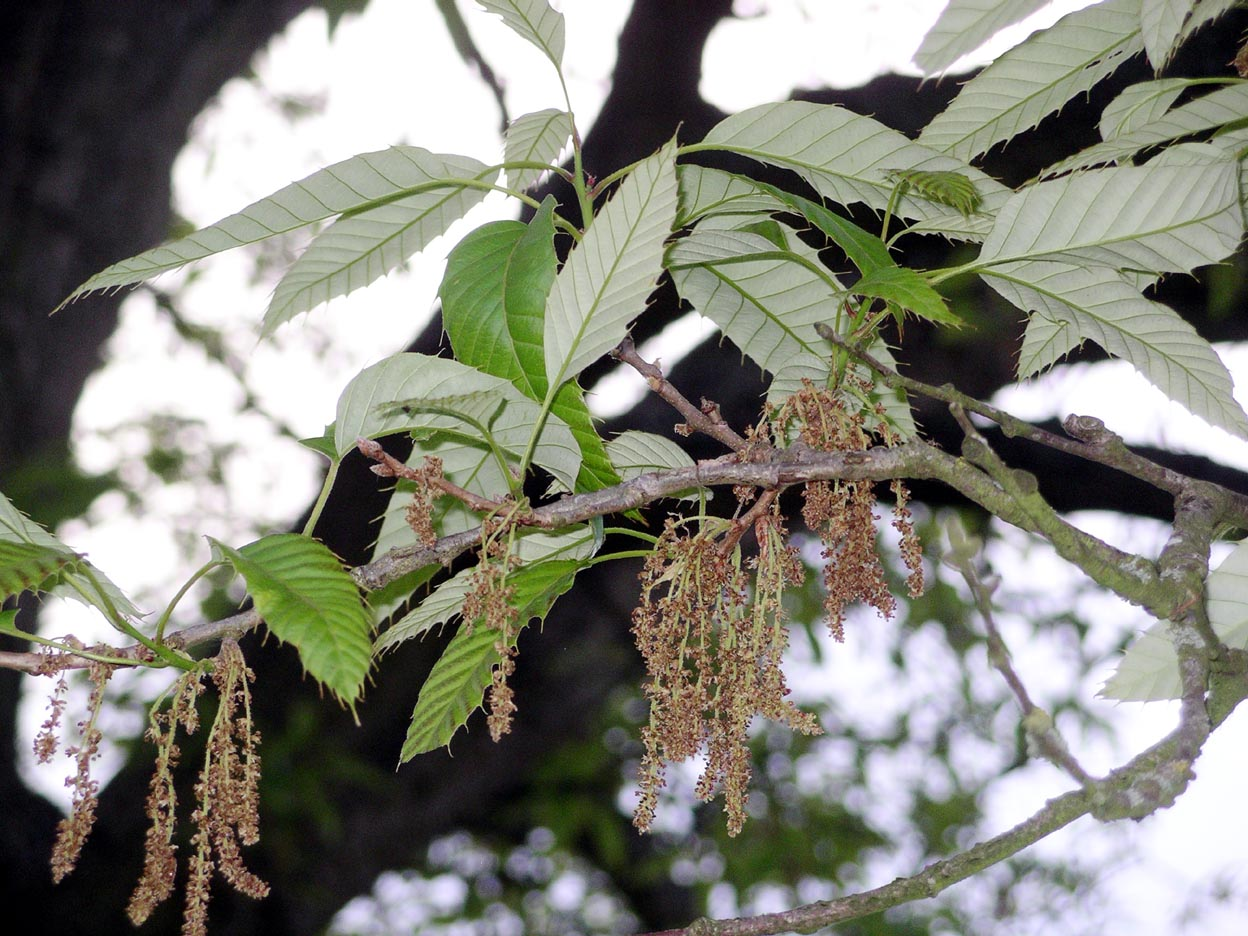
Foliaje y flores

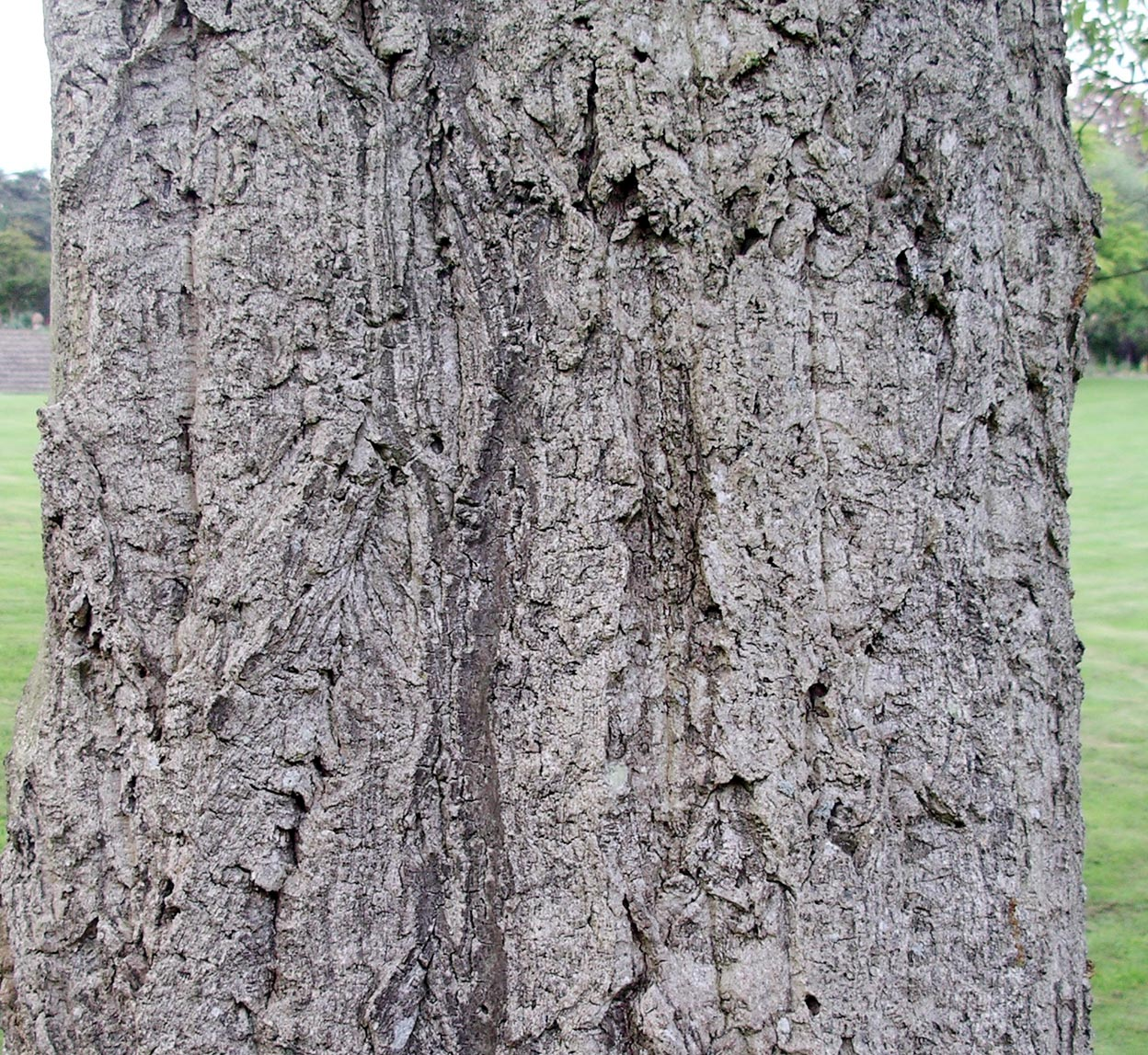
Tronco y corteza

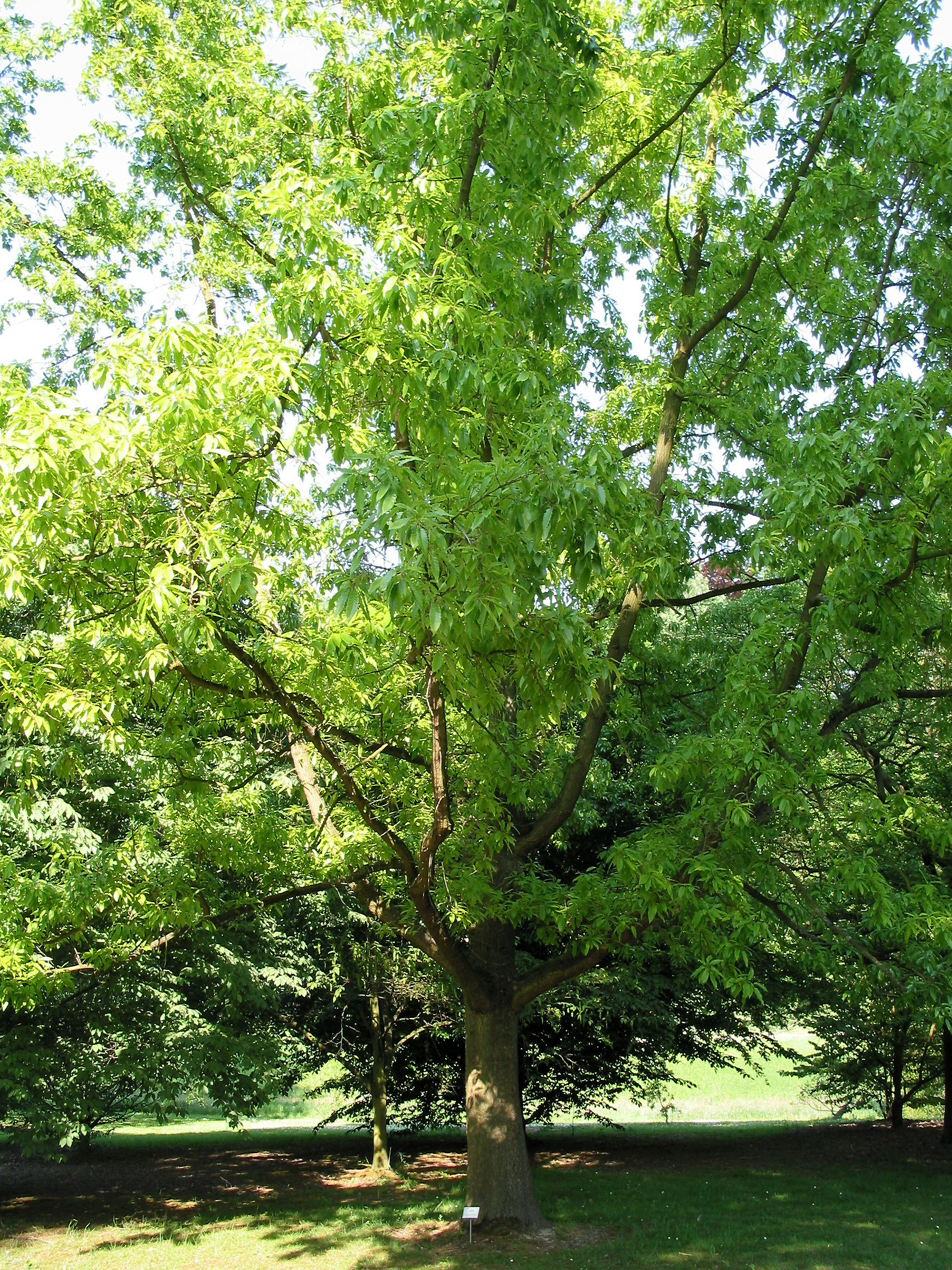
Plantado en Meise, Belgium

## Descripción
Es un árbol de tamaño mediano a grande de hoja caduca que alcanza un tamaño de hasta 25-30 m de altura con una corona abierta, y gruesa corteza corchosa con fisuras profundas y marcadas por crestas sinuosas. Las hojas son simples, acuminadas, de tamaño variable, de 8-20 cm de largo y 2-8 cm de ancho, con un margen serrado con cada vena que termina en un diente de pelo como distintivo; son de color verde arriba y plateado por debajo de una densa pubescencia corta. 
Las flores son polinizadas por el viento en amentos producidos a mediados de primavera, con vencimiento a 18 meses después de la polinización; el fruto es una globosa bellota de 1,5-2 cm de diámetro, dos tercios cerrados en la taza de la bellota, que está densamente cubierta de suave cerdas de 4-8 mm de largo 'de musgo'.

## Distribución y hábitat
Se encuentra en los bosques de hoja caduca; por debajo de los 3000 m de altitud, en Anhui, Fujian, Gansu, Guangdong, Guangxi, Guizhou, Hebei, Henan, Hubei, Hunan, Jiangsu, Jiangxi, Liaoning, Shaanxi, Shandong, Shanxi, Sichuan, Taiwán, Yunnan, Zhejiang, Japón y Corea.

## Usos
Se cultiva en China por una pequeña parte de corcho de producción, aunque su rendimiento es inferior al de la relacionada alcornoque. También se cultiva ocasionalmente como un árbol ornamental. Para la producción de calidad farmacéutica de Ganoderma lucidum, conocido en China como "el hongo de la inmortalidad", se utilizan los troncos de la madera muerta de Q. variabilis.

## Taxonomía
Quercus variabilis fue descrita por Carl Ludwig Blume y publicado en Museum Botanicum 1(19): 297. 1850.
Etimología
Quercus: nombre genérico del latín que designaba igualmente al roble y a la encina.
variabilis: epíteto latíno que significa "variable".
Sinonimia
- Pasania variabilis (Blume) Regel
- Quercus bungeana F.B.Forbes
- Quercus chinensis Bunge
- Quercus moulei Hance
- Quercus serrata var. chinensis Wenz.[5][6]